# Black Beauty (film 1978)
Black Beauty – amerykańsko-australijski film animowany z 1978 roku. Animowana adaptacja powieści Czarny Książę Anny Sewell.

## Obsada (głosy)
- Alan Young – Narrator / Black Beauty / Nicholas Skinner
- Catherine Cordell
- Alan Dinehart
- Mike Evans
- David Gregory
- Barbara Stevens
- Cam Young
- Laurie Main
- Colin Hamilton
- Patricia Sigris
- David Comford

## Wersja polska
Film został wydany w Polsce w serii Hanna-Barbera Opowieści Klasyczne na kasetach VHS z angielskim dubbingiem i polskim lektorem.
- Czytał: Andrzej Matul
- Dystrybucja: Hanna-Barbera Poland

Źródło: